# Tavex
Tavex Financial Group er en estisk finansiel virksomhed, som specialiserer sig i valutaveksling, handel med ædelmetaller og internationale pengeoverførsler. Hovedsædet ligger i Estland og koncernen repræsenteret i ti lande med 30 salgssteder og 250 medarbejdere.

## Historie
Tavex blev stiftet i Estland i 1991 af Alar Tamming, og oprindeligt beskæftigede virksomheden sig alene med valutaveksling. I 2001 begyndte Tavex at sælge og opkøbe investeringsguld, og i 2015 introduceredes selskabets pengeoverførselssystem TavexWise. Det første udenlandske kontor blev i 1996 etableret i Finland. Herefter fulgte kontorer i Letland, Sverige, Bulgarien, Danmark, Norge og Polen.

## Investeringsguld
Siden 2001 har Tavex været en af Nordeuropas største forhandlere af fysisk investeringsguld, og i 2013 oplevede selskabet satte selskabet salgsrekord idet Tavex Group solgte 3.137 kg guld.
Tavex er officiel partner med nogle af de største og mest anerkendte producenter af guldbarrer og -mønter.